# Огромное окно
Огромное окно (англ. The Wide Window) — роман Дэниела Хэндлера (пишущего под псевдонимом Лемони Сникет), третья из тринадцати книг серии «33 несчастья».

## Сюжет
Такси с Бодлерами останавливается у домика, похожего на паука из-за его металлических подпорок — дом построен над самым обрывом. В нём живёт новая опекунша Бодлеров, тётя Жозефина Энуистл. Это пожилая женщина, которая боится всего на свете. С тех самых пор, как её мужа Айка съели пиявки с озера Лакримозе, в женщине появилось множество иррациональных страхов: она боится телефонов, обогревателей, холодильников и даже дверных ручек. Но самое страшное для неё — встреча с агентами по продаже недвижимости. Тётушка Джо — так её называют Бодлеры — очень любит грамматику, у неё в доме большая библиотека книг по этой теме. В этой самой комнате есть Огромное окно, которое так и называется — из него открывается живописный и одновременно пугающий вид на озеро.
После того, как Бодлеры говорят тёте Жозефине, что надвигается ураган Герман, дети и их опекунша спускаются в город, чтобы запастись едой и всем необходимым. Там они встречают капитана Шэма — замаскированного Графа Олафа, которого дети сразу же узнают. Капитан представляется владельцем компании, занимающейся прокатом лодок. Он потерял свою ногу, когда её отгрызли пиявки озера. Дети предупреждают женщину об опасности, но там им не верит, и доказать свою правоту они не могут — на месте, где у Олафа должна быть татуировка в виде глаза, у капитана Шэма деревянная нога. Кроме того, тётя Жозефина очарована капитаном. Той же ночью, дети просыпаются, услышав странные звуки. Оказавшись в библиотеке, Бодлеры видят, что окно разбито, а на месте лежит записка тётушки Жозефины, решившей покончить жизнь самоубийством:
 «Вайолет, Клаус и Солнышко!                                                   Когда вы будете читать эту записку, моя жизнь уже придет к её концу. Моя душа оледенела, как оледенел Айг, жизнь стала нивыносимой, и я безроботно плинимаю сваю учясть. Вам, детям, не понять, чтоп отчаенная судьба сделала вдовицу такой нещастной, что превела её к такой крайности. Но только знайте: мне так лучше. Вырражая мою последнюю волю и решение, оставляю вас троих на папечение Капитана Шэма, доброго и благородного человека. Пожалуйста, думайте обо мне хорошо несмотря на мой ужасный поступок.                                                                                         Ваша Тётя Жозефина». 
Как следует из записки, новым опекуном детей станет капитан Шэм. Клаусу кажется, что письмо написано не тётей Жозефиной, так как в нём огромное количество орфографических ошибок. Они звонят мистеру По, который тут же приезжает к детям, но они ничего не могут доказать, так как письмо написано рукой Жозефины Энуистл. Пока мистер По и капитан Шэм в ресторане Озабоченный клоун обсуждают будущее Бодлеров, дети намеренно вызывают у себя аллергическую реакцию и ускользают от банкира обратно в дом тёти Жозефины. К тому времени ураган Герман опускается на озеро Лакримозе. Клаус догадывается, что записка — это зашифрованное послание, в котором указана Гиблая пещера — место, где находится тётя Джо. Пока дети ищут карту озера, в одну из опор ударяет молния, и дом начинает медленно проваливаться в пропасть. Выбравшись из дома, Бодлеры наблюдали за тем, как он исчез в водах Лакримозе.
Бодлеры устремляются на пристань и крадут лодку из проката капитана Шэма, где встречают приспешника Олафа, человека, похожего и на мужчину, и на женщину одновременно. Солнышку удаётся перехитрить его-её, и все трое устремляются на лодке через озеро к Гиблой пещере, где они находят тётю Жозефину. Она рассказывает, что капитан Шэм вынудил написать её эту записку — она не выпрыгивала из окна, а просто кинула в него скамеечку.
Они уговаривают тётю оставить пещеру, и по дороге обратно на них нападают пиявки. Они удивлены, ведь никто из них не ел меньше часа назад — именно в этом случае слепые пиявки нападают, учуяв непереваренную пищу в желудках своих жертв, — но оказывается, что тётя Жозефина перекусила бананом как раз перед приходом Бодлеров. В лодке появляются пробоины, и она начинает тонуть. Вайолет придумывает, как подать сигнал о помощи, и неожиданно их находит капитан Шэм, к которому в лодку пересели все четверо. Жозефина просит сохранить ей жизнь, а капитан может забирать себе Бодлеров — женщина обещает никому не рассказывать о случившемся. Капитан Шэм почти соглашается, но неожиданно Жозефина исправляет его грамматическую ошибку, и тот толкает женщину в озеро, где её сразу же съедают пиявки.
На пристани капитану Шэму удаётся обмануть мистера По, но Солнышко перекусывает его деревянную ногу, за которой была спрятана татуировка в виде глаза. Шэм утверждает, что его нога чудесным образом отросла, но мистер По уже заметил татуировку на его ноге. Не успевают мистер По и дети опомниться, как Олаф исчезает, а По теперь должен найти новый дом для сирот.

## Культурные отсылки и литературные аллюзии
- Дамоклова пристань — отсылка к греческой легенде о дамокловом мече, висящем над головой Дамокла, в переносном смысле — о нависшей над кем-либо постоянной угрозе при видимом благополучии. Кроме того, меч висит над аркой-входом, ведущей на Дамоклову пристань.

- В заметках к предыдущей книге, автор упоминает Кафе Кафка. Франц Кафка — писатель, автор рассказа Певица Жозефина, или мышиный народ  (англ. Josephine the Singer, or the Mouse Folk). Имя является отсылкой к характеру тётушки Жозефины, которая, словно мышь, боится всего на свете. К тому же в рассказе Кафки говорится, что музыка мышки Жозефины похожа на свист. Муж тёти Джо, Айк, мог свистеть с крекером в зубах (тем же «талантом» обладала и мать сирот, Беатрис Бодлер). Фамилия тётушки — Энуистл, что по-английски значит не могу свистеть.

- Имена новой опекунши Бодлеров и её мужа отсылают к названиям штормов — Тропический шторм Айк и Ураган Жозефина.

- Название урагана, обрушившегося на дом тёти Джо — Ураган Герман. Это отсылка к Герману Мелвиллу.

- Название Лакримозе (англ. Lachrymose Lake) значит вызывать слёзы.